# Adgar
Willame o Adgar (William o Edgar) son los nombres antiguos que se dan a un escritor medieval inglés de la segunda mitad del siglo XII que utilizó el idioma anglonormando para redactar sus obras.
Poco se sabe sobre él. Era clérigo y escribió entre 1150 y 1170 la primera colección de milagros marianos hecha en una lengua románica. Se trata de Le Gracial, y consta de 49 milagros traducidos en verso de un manuscrito latino del maestro Albri, precedidos de un prólogo y seguidos de un epílogo. La obra está dedicada a una tal dame Mahaut, que cabe identificar con Maud, hija natural del rey Enrique II de Inglaterra y abadesa de Barking, hoy en Londres, fallecida a los veintitrés años en 1198. Posiblemente Adgar era el capellán de esta abadía. Esta colección fue utilizada, por ejemplo, como fuente para las Cantigas de Santa María de Alfonso X el Sabio y algunos milagros son comunes a los que escribió en castellano Gonzalo de Berceo. Existe edición moderna de la obra de Adgar por parte de Pierre Kuntsmann (Ottawa, 1982).